# Воррентон (Північна Кароліна)
Воррентон (англ. Warrenton) — місто (англ. town) в США, в окрузі Воррен штату Північна Кароліна. Населення — 851 особа (2020).

## Географія
Воррентон розташований за координатами 36°23′55″ пн. ш. 78°9′26″ зх. д. / 36.39861° пн. ш. 78.15722° зх. д. (36.398638, -78.157262). За даними Бюро перепису населення США в 2010 році місто мало площу 2,53 км², з яких 2,52 км² — суходіл та 0,00 км² — водойми. В 2017 році площа становила 2,79 км², з яких 2,79 км² — суходіл та 0,00 км² — водойми.

## Демографія
Згідно з переписом 2010 року, у місті мешкали 862 особи в 438 домогосподарствах у складі 226 родин. Густота населення становила 341 особа/км². Було 528 помешкань (209/км²).
Расовий склад населення:
| - 54,6 % — білих - 40,8 % — чорних або афроамериканців - 0,8 % — корінних американців - 0,2 % — азіатів - 2,1 % — осіб інших рас |

До двох чи більше рас належало 1,4 %. Частка іспаномовних становила 3,4 % від усіх жителів.
За віковим діапазоном населення розподілялося таким чином: 13,0 % — особи молодші 18 років, 56,4 % — особи у віці 18—64 років, 30,6 % — особи у віці 65 років та старші. Медіана віку мешканця становила 54,2 року. На 100 осіб жіночої статі у місті припадало 90,7 чоловіків; на 100 жінок у віці від 18 років та старших — 89,9 чоловіків також старших 18 років.
Середній дохід на одне домашнє господарство становив 44 124 долари США (медіана — 30 441), а середній дохід на одну сім'ю — 64 833 долари (медіана — 50 000). За межею бідності перебувало 29,2 % осіб, у тому числі 46,0 % дітей у віці до 18 років та 13,3 % осіб у віці 65 років та старших.
Цивільне працевлаштоване населення становило 358 осіб. Основні галузі зайнятості: освіта, охорона здоров'я та соціальна допомога — 31,3 %, роздрібна торгівля — 13,4 %, мистецтво, розваги та відпочинок — 12,8 %.

## Уродженці
- Саксбі Чемблісс (* 1943) — американський політик з Республіканської партії США.